# Terrapin Mountain
Terrapin Mountain är ett berg i Kanada.   Det ligger på gränsen mellan Alberta och British Columbia, i den västra delen av landet, 3 000 km väster om huvudstaden Ottawa. Toppen på Terrapin Mountain är 2 954 meter över havet, eller 254 meter över den omgivande terrängen. Bredden vid basen är 1,4 km.
Terrängen runt Terrapin Mountain är bergig söderut, men norrut är den kuperad.Trakten runt Terrapin Mountain är nära nog obefolkad, med mindre än två invånare per kvadratkilometer.. Det finns inga samhällen i närheten. 
Trakten runt Terrapin Mountain består i huvudsak av gräsmarker.